# 能登島大橋
能登島大橋（のとじまおおはし）は、石川県七尾市石崎町と同市能登島半浦町を結ぶプレストレスト・コンクリート橋である。石川県で最も長い道路橋で七尾湾に架けられており、石川県道47号七尾能登島公園線の一部となっている。

## 概要
1982年（昭和57年）4月3日、石川県道路公社が管理する一般有料道路「能登島大橋有料道路」として供用開始。橋長1,050mで、全線2車線。橋最上部と海面との高さは24mとなっている。航路部は張出架設工法によるPC3径間連続ラーメン箱桁、その他の径間はPC単純T桁が連なる。本橋のほかに延長1,250mの付帯道路も有料道路として構成されている。開通に伴い、七尾港と能登島を結んでいたフェリーは廃止された。1998年（平成10年）7月1日、償還完了により無料開放された。建設総事業費は55億円。
この橋の開通により能登島の観光開発が進み石川県能登島ガラス美術館、のとじま臨海公園水族館（のとじま水族館）などが開業した。なお、風速 20m/sで通行止となる。
2007年（平成19年）3月25日の能登半島地震による損傷修復工事のため同月28日0時から全面通行止となったが、同年4月2日6時に解除となった。

## 諸元
- 路線名 - 県道能登島和倉線[注釈 1]
- 形式 - PC単純T桁橋8連 + PC3径間連続有ヒンジラーメン箱桁橋 + PC単純T桁橋10連
- 道路規格 - 第3種第3級
- 設計速度 - 60 km/h
- 橋長 - 1,015.600 m
  - 支間割 - 8×43.750 m + (76.500 m + 109.500 m + 76.500 m) +  10×43.750 m
- 幅員
  - 総幅員 - 9.400 m
  - 有効幅員 - 8.400 m
  - 車道 - 6.500 m（2車線）
    - 車線幅 - 3.000 m

  - 歩道 - 片側1.500 m
- 橋台 - 重力式橋台（直接基礎、A1）、逆T式橋台（鋼管杭基礎、A2）
- 橋脚 - 壁式コンクリート橋脚（鋼管杭基礎による多柱式基礎）
- 施工 - 鹿島・東洋特定建設工事共同企業体、ピー・エス・コンクリート[注釈 2]

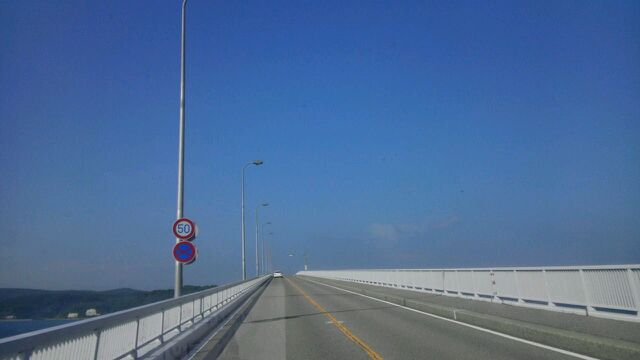
橋上

## 建設

### 設計
七尾市と能登島町を結ぶ屏風瀬戸に架橋が予定された。道路は橋梁の前後を含め道路規格を第3種第3級、設計速度を60 km/hとした。航路幅は当初500 tクラスが航行可能な高さ26 m、幅110 mを案としていたが工費圧縮のため地元調整を経て、50 tクラスに対応する高さ17 m、幅50 mに縮小された。建設時の路線名は県道能登島和倉線であった。航路確保の観点から中央部は縦断線形を上げる必要があり中央径間は連続桁とした。側径間については連続桁・単純桁双方を考慮し、部材については鋼橋・PC橋の双方を考慮することとした。下部工については工事による海水汚濁・航路阻害を抑えられ、経済性に優れる多柱式基礎を採用することした。概略設計では中央径間をPC3径間連続有ヒンジラーメン橋、側径間をPC単純T桁とする第1案、全径間を連続桁とするPC15径間連続有ヒンジラーメン橋による第2案、中央径間を鋼3径間連続箱桁橋、側径間を3径間4連および4径間1連の鋼連続鈑桁橋とする第3案の3案の中から経済性、維持管理性に優れる第1案が選択された。
詳細設計では側径間の橋脚高を抑えて下部工費用を削減するため能登島側の縦断勾配概を逆キャンバー状にいったん下げることとした。概略設計時に航路幅は46 mとしていたが漁業者、関連機関と調整の末90 mまで拡大し、高さも中央では21 mを確保した。連続的なデザインとするため主径間端部と側径間端部の桁高を揃え、下フランジを異形断面として側面を平坦にした。

### 施工
鋼管杭架設にあっては陸上にあるA2橋台を除いて、P5 - P14の中央部は船上からの架設、両端のP1 - P4およびP15 - P20は仮設桟橋から施工した。
上部工は側径間の桁作成に広大な用地を要することから七尾市赤坂の埋立地で作成し、そこからクレーン船で吊り上げ曳船で6 kmほど曳航した。側径間のP4 - P10およびP13 - P20はそのままクレーン船で架設し、A1 - P4およびP20 - A2は荷揚げ後に自走式台車で架設地点へ搬送後ガーダー架設した。中央径間となるP10 - P13はディビダーグ工法による海上架設となることから、コンクリートミキサー船を用いてのコンクリート打設を行った。施工はP12柱頭部からワーゲンにより張り出し架設し、同様にP11でも柱頭部から張り出し架設を行った。その後、側径間をベント架設し、側径間支保工完了後、中央ヒンジ部を吊り支保工により施工して閉合となった。
照明は海中に照射して操船者や魚類への影響が出ないように防具を付けて橋面のみにとどめている。高欄は能登の冬に用いる間垣に擬して縦桟型とし、間隔は子供の頭がでないよう11.2 cmとした。親柱は舟を意匠とした。

## 歴史
七尾湾に浮かぶ離島である能登島は本州からわずかに約1 kmであり、古くから架橋や干拓により連絡する構想があった。1955年（昭和30年）に島内3村が合併して能登島町が発足すると、屏風瀬戸の架橋を町政における建設課題に挙げ国へ要望していくことになった。1966年（昭和41年）にカーフェリーが就航し、島内のモータリゼーション、産業振興が図られた。一方で架橋を求める声は一層挙がり同年に能登島町架橋建設期成同盟会が結成されると対岸の七尾市も巻き込み七尾・能登島架橋建設連絡協議会を結成し、翌1967年（昭和42年）に七尾・能登島架橋建設促進期成同盟会へと発展した。これにより請願、調査などが行われた。
1970年（昭和45年）12月に県議会に請願が採択され、1975年（昭和50年）に県による調査が本格的に開始され1977年（昭和52年）に交付金が国予算に計上された。
能登島大橋は有料道路として1982年（昭和57年）4月3日に開通し、1982年度（昭和56年度）の全建賞を受賞しているCITEREF全建賞1982。

### 年表
- 1978年（昭和53年）3月13日 - 事業に着手[2]。
- 1979年（昭和54年）10月26日 - 一般有料道路「能登島大橋有料道路」着工[14][15]。
- 1982年（昭和57年）4月3日 - 供用開始[1][3][2]。
- 1998年（平成10年）7月1日 - 無料開放[1][16]。
- 2007年（平成19年）
  - 3月28日 - 能登半島地震により全面通行止[17]。
  - 4月2日 - 通行止が解除。
- 2024年（令和6年）
  - 1月1日 - 能登半島地震により全面通行止め[18]。
  - 1月2日 - 片側交互通行で通行が再開[19]。

### 通行料
通行料は無料化される1998年時点のもので、往復で1回あたり。
- 軽自動車：1,240円
- 普通車：1,740円
- 大型車 (I)：2,680円
- 大型車 (II)：6,180円
- 二輪自動車等（原動機付自転車を除く）：720円
- 原動機付自転車等：100円